# 王睁茗
王睁茗（1990年2月16日—），廣東廣州人，中国男子羽毛球运动员。

## 簡歷
王睁茗生於運動世家，爸爸王福贤是籃球教練，叔叔王志权曾是羽毛球選手。
王睁茗10歲便進入广州市队，初出道時為雙打球手，曾在2005年及2006年兩度奪得全国青年羽毛球锦标赛男雙冠軍。後來，他轉攻單打亦隨即有好表現，在2007年至2009年連續三度贏得全国青年羽毛球锦标赛冠軍。
在國際賽的舞台上，王睁茗曾贏得2008年亞洲青年羽毛球錦標賽冠軍；其後又在世界青年羽毛球錦標賽擊敗隊友高欢奪冠，不但為個人的職業生涯取得首个世界冠軍頭銜，更完成了青年比賽的「全满贯」。
2009年，王睁茗首次參加成人組別的國際賽事－澳门羽毛球公开赛，在連勝三場後最終敗在世界排名第一的李宗伟拍下。同年，他又參加中国羽毛球大师赛，可惜在首輪已敗給韩国名将朴成煥。
2010年，王睁茗第三次出戰成人賽事亞洲羽毛球錦標賽，在半决赛中他擊敗了日本的新秀田儿贤一，惜在決賽敗於其師兄兼偶像林丹手下，無緣奪冠。

### 2013年世錦賽
2013年8月，王睁茗參加中國廣州舉行的世界羽毛球錦標賽，以14號種子身分出戰男子單打項目。他先在首圈擊敗比利時的谭雨涵，次圈再以2比1力克俄羅斯的弗拉基米尔·伊万诺夫晉級；但在第三圈面對頭號種子、馬來西亞的李宗伟，就以0比2（12-21、7-21）落敗，16強止步。賽後，他表示没想到会输这么多分，並形容這場是比较失败的比赛。

### 2014年世錦賽晉八強
2014年8月，王睁茗參加丹麥哥本哈根舉行的世界羽毛球錦標賽，以6號種子身分出戰男子單打項目。他先在首圈擊敗波蘭的麦克·罗加尔斯基，次圈又以2比1力克捷克彼得·考卡尔晉級；第三圈面對香港的魏楠，亦以2比0（21-15、21-18）勝出；但至半準決賽，他以0比2（8-21、11-21）大敗給頭號種子、马来西亚的李宗伟，8強止步。賽後，他表示自己跟李宗伟实力还是有一定差距，在比賽中一直被對手控制跑动，做不到自己的战术打法。

### 2015年世錦賽
2015年8月，王睁茗參加印尼雅加達舉行的世界羽毛球錦標賽，以8號種子身分出戰男子單打項目。在首圈擊敗瑞典選手亨利·胡尔斯凯宁後，他在第二圈又以2比1力克英格蘭的托比·潘迪晉級；但至第三圈面對馬來西亞的李宗伟，就以0比2（17-21、19-21）落敗，連續三年被同一對手淘汰，再次16強止步。賽後，李宗伟称赞王睁茗进步很多：“他今天这场打得比以前好，拼劲也比以前强，我觉得他还是要继续坚持下去。”
2016年9月20日，世界羽聯公布完整退役消息，而王睜茗也在微博宣布退出中國國家羽毛球隊。

## 主要比賽成績
只列出曾進入準決賽的國際賽事成績：
| 年份   | 賽事                     | 公開賽級別 | 項目     | 成績   |
| ------ | ------------------------ | ---------- | -------- | ------ |
| 2008年 | 亚洲青年羽毛球錦標賽     | 其他       | 混合團體 | 冠軍   |
| 2008年 | 亚洲青年羽毛球錦標賽     | 其他       | 男子單打 | 冠軍   |
| 2008年 | 世界青年羽毛球錦標賽     | 其他       | 男子單打 | 冠軍   |
| 2008年 | 世界青年羽毛球錦標賽     | 其他       | 混合團體 | 冠軍   |
| 2010年 | 亞洲羽毛球錦標賽         | 其他       | 男子單打 | 亞軍   |
| 2010年 | 中國羽毛球大師賽         | 超級賽     | 男子單打 | 準決賽 |
| 2010年 | 韓國羽毛球大獎賽         | 大獎賽     | 男子單打 | 亞軍   |
| 2011年 | 新加坡羽毛球超級賽       | 超級賽     | 男子單打 | 準決賽 |
| 2011年 | 碧特博格羽毛球黃金大獎賽 | 黃金大獎賽 | 男子單打 | 亞軍   |
| 2012年 | 新加坡羽毛球超級賽       | 超級賽     | 男子單打 | 亞軍   |
| 2012年 | 中國羽毛球首要超級賽     | 首要超級賽 | 男子單打 | 亞軍   |
| 2013年 | 瑞士羽毛球黃金大獎賽     | 黃金大獎賽 | 男子單打 | 冠軍   |
| 2013年 | 亞洲羽毛球錦標賽         | 其他       | 男子單打 | 準決賽 |
| 2013年 | 中國羽毛球大師賽         | 超級賽     | 男子單打 | 冠軍   |
| 2013年 | 東亞運動會羽毛球比賽     | 其他       | 男子團體 | 金牌   |
| 2013年 | 東亞運動會羽毛球比賽     | 其他       | 男子單打 | 銀牌   |
| 2013年 | 中國羽毛球首要超級賽     | 首要超級賽 | 男子單打 | 亞軍   |
| 2014年 | 全英羽毛球首要超級賽     | 首要超級賽 | 男子單打 | 準決賽 |
| 2014年 | 中國羽毛球大師賽         | 黃金大獎賽 | 男子單打 | 準決賽 |
| 2014年 | 中華台北羽球黃金大獎賽   | 黃金大獎賽 | 男子單打 | 亞軍   |
| 2014年 | 法國羽毛球超級賽         | 超級賽     | 男子單打 | 亞軍   |
| 2015年 | 馬來西亞羽毛球首要超級賽 | 首要超級賽 | 男子單打 | 準決賽 |
| 2015年 | 中國羽毛球大師賽         | 黃金大獎賽 | 男子單打 | 冠軍   |
| 2015年 | 亞洲羽毛球錦標賽         | 其他       | 男子單打 | 準決賽 |
| 2015年 | 法國羽毛球超級賽         | 超級賽     | 男子單打 | 準決賽 |

| 2007-2017年 | 首要超級賽 | 超級賽 | 黃金大獎賽 | 大獎賽 | 國際挑戰賽 | 國際系列賽 | 未來系列賽 | 其他 |

| 2018-2026年 | 總決賽 | 超級1000賽 | 超級750賽 | 超級500賽 | 超級300賽 | 超級100賽 | 國際挑戰賽 | 國際系列賽 | 未來系列賽 | 其他 |

### 奧運會和世錦賽參賽紀錄
|          | 2013 | 2014 | 2015 |
| -------- | ---- | ---- | ---- |
| 男子單打 | 16強 | 8強  | 16強 |